# لوس أنجلوس ديفيندرز
لوس أنجلوس ديفيندرز (بالإنجليزية: Los Angeles D-Fenders)‏ هو فريق كرة سلة أمريكي تأسس في سنة 2006 يقع مقره في إل سغوندو ويدربه كوبي كارل. يلعب في دوري الرابطة الوطنية لفئة التطوير. فاندر بلو، جوستين هاربر وترافيس وير.

## وصلات خارجية
- الموقع الرسمي